# Championnat de France de hockey sur glace 1948-1949
Saison précédente Saison suivante
La saison 1948-49 est la 28e saison du championnat de France de hockey sur glace qui porte le nom de 1re série.

## Résultats
Les deux premières équipes des deux championnats sont qualifiées pour la finale nationale.

### Championnat de Paris
| Clt   | Équipe                        | PJ | V | D | N | BP | BC | Pts |
| ----- | ----------------------------- | -- | - | - | - | -- | -- | --- |
| +001, | Racing Club de France         | 3  |   |   |   |    | 9  |     |
| +002, | CSG Paris                     | 3  |   |   |   |    | 8  |     |
| +003, | Club olympique de Billancourt | 3  |   |   |   |    | 4  |     |
| +003, | Paris université club         | 3  |   |   |   |    | 3  |     |

- Qualifié pour la finale nationale

### Championnat des Alpes
| +001, | Chamonix Hockey Club      | 3 |  |  |  |  |
| +002, | Villard-de-Lans           | 3 |  |  |  |  |
| +003, | Club des Sports de Megève | 3 |  |  |  |  |
| +003, | Briançon                  | 3 |  |  |  |  |

- Qualifié pour la finale nationale

### Finale nationale
(février 2020).
Améliorez-le ou discutez des points à vérifier. 
| 28 février 1949 | Villard-de-Lans | 1-2 (1-0, 0-2, 0-0) | Chamonix | Megève |

| 28 février 1949 | CSG Paris | 3-2 | Racing Club de France | Megève |

| 29 février 1949 | Villard-de-Lans | 0-5 | Racing Club de France | Megève |

| 29 février 1949 | Chamonix | 3-1 | CSG Paris | Megève |

| 30 février 1949 | Villard-de-Lans | 1-1 | CSG Paris | Megève |

| 30 février 1949 | Racing Club de France | 2-5 (0-1, 2-3, 0-1) | Chamonix | Megève |

| Clt   | Équipe                | PJ | V | D | N | BP | BC | Pts |
| ----- | --------------------- | -- | - | - | - | -- | -- | --- |
| +001, | Chamonix Hockey Club  | 3  | 3 | 0 | 0 | 10 | 4  | 6   |
| +002, | CSG Paris             | 3  | 1 | 1 | 1 | 5  | 6  | 3   |
| +003, | Racing Club de France | 3  | 1 | 2 | 0 | 9  | 8  | 2   |
| +003, | Villard-de-Lans       | 3  | 0 | 2 | 1 | 2  | 8  | 1   |

- Vainqueur de la compétition

## Bilan
Le HC Chamonix-Mont-Blanc est champion de France pour la douzième fois.